# Arthur Sousa
Arthur Sousa Araújo (Brasilia, 12 marzo 2003) è un calciatore brasiliano, attaccante dello Sport Recife in prestito dal RB Bragantino.

## Carriera
Arthur Sousa è cresciuto nel settore giovanile del Corinthians, che lo ha acquistato nel 2019 dal Desportivo Brasil. Ha debuttato in prima squadra il 2 ottobre 2022 nell'incontro di Série A vinto 2-0 contro il Cuiabá ed ha segnato il suo primo gol il 30 gennaio 2024 nel Campionato Paulista contro il San Paolo.
Nell'estate del 2024 ha rescitto il contratto con il Timão in seguito ad una battaglia legale ed il 2 settembre seguente ha firmato un quadriennale con il RB Bragantino.
Nel marzo del 2025 viene acquistato dallo Sport Recife.

## Statistiche

### Presenze e reti nei club
Statistiche aggiornate al 28 settembre 2024.
| Stagione        | Squadra         | Campionato      | Campionato | Campionato | Coppe nazionali | Coppe nazionali | Coppe nazionali | Coppe continentali | Coppe continentali | Coppe continentali | Altre coppe | Altre coppe | Altre coppe | Totale | Totale | Totale |
| Stagione        | Squadra         | Comp            | Pres       | Reti       | Comp            | Pres            | Reti            | Comp               | Pres               | Reti               | Comp        | Pres        | Reti        | Pres   | Reti   |        |
| --------------- | --------------- | --------------- | ---------- | ---------- | --------------- | --------------- | --------------- | ------------------ | ------------------ | ------------------ | ----------- | ----------- | ----------- | ------ | ------ | ------ |
| 2022            | Corinthians     | A1/SP+A         | 0+1        | 0          | CB              | 0               | 0               | -                  | -                  | -                  | -           | -           | -           | 1      | 0      |        |
| 2023            | Corinthians     | A1/SP+A         | 0          | 0          | CB              | 0               | 0               | CL+CS              | 0                  | 0                  | -           | -           | -           | 0      | 0      |        |
| 2024            | Corinthians     | A1/SP+A         | 3+1        | 1+0        | CB              | 0               | 0               | CS                 | 0                  | 0                  | -           | -           | -           | 4      | 1      |        |
| 2024            | RB Bragantino   | A               | 4          | 0          | CB              | 0               | 0               | -                  | -                  | -                  | -           | -           | -           | 4      | 0      |        |
| Totale carriera | Totale carriera | Totale carriera | 9          | 1          |                 | 0               | 0               |                    | 0                  | 0                  |             | -           | -           | 9      | 1      |        |